# Zanna Bianca (film 1946)
Zanna Bianca (Белый Клык, Belyj Klyk) è un film del 1946 diretto da Aleksandr Michajlovič Zguridi, tratto dall'omonimo romanzo di Jack London.

## Trama
Tratto dall'omonimo romanzo il film segue la storia di Zanna Bianca.